# 穆罕默德礼萨·拉赫查姆尼
穆罕默德礼萨·拉赫查姆尼（波斯語：‎；1952年12月1日—2020年3月9日），伊朗醫生、改革派政治家。1984年至2000年期間，作為薩卜澤瓦爾的代表當選伊朗伊斯蘭議會議員。2001年至2005年期間，擔任國家福利組織負責人。
2020年3月9日，他因2019冠狀病毒病去世。